# Natalie Portman

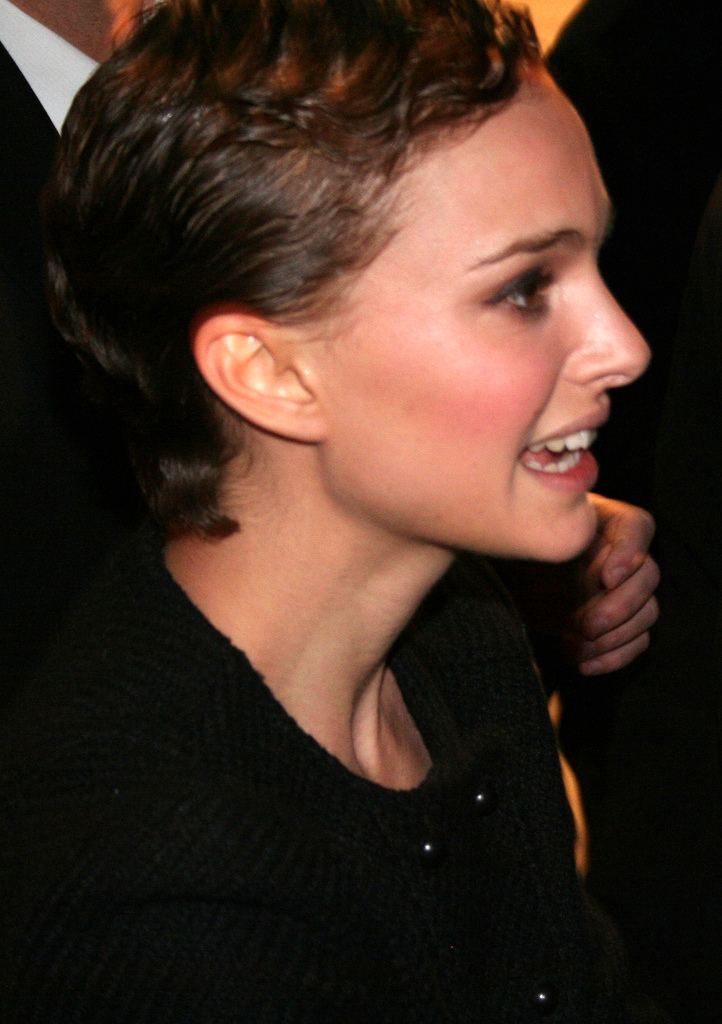
Portman tại Liên hoan phim Quốc tế Berlin 2006, giới thiệu phim V for Vendetta

Natalie Portman (tiếng Hebrew: נטלי פורטמן, tên khai sinh: Natalie Hershlag, נטלי הרשלג), sinh ngày 9 tháng 6 năm 1981 tại Jerusalem, Israel). Cô là một nữ diễn viên người Mỹ gốc Israel từng đoạt 1 giải Oscar và 2 giải Quả Cầu Vàng.
Vai diễn đầu tay của cô là trong bộ phim độc lập Léon. Trong khi vẫn còn học trung học, cô đã nổi tiếng toàn thế giới với vai diễn Padmé Amidala trong Star Wars: Tập I - The Phantom Menace và nhận được sự ca ngợi từ giới phê bình khi đóng vai một thiếu niên già trước tuổi trong bộ phim Anywhere but Here (1999). Từ năm 1999 đến năm 2003, Portman theo học Đại học Harvard để lấy bằng cử nhân về tâm lý học. Cô tiếp tục diễn xuất trong khi ở trường đại học, tham gia vào sự hồi sinh năm 2001 của The Public Theatre trong vở kịch The Seagull của Anton Chekhov và phần tiếp theo của Star Wars: Episode II - Attack of the Clones (2002). Năm 2004, Portman được đề cử giải Oscar cho Nữ diễn viên phụ xuất sắc nhất và đoạt giải Quả cầu vàng cho vai một vũ nữ thoát y bí ẩn trong phim Closer.
Bộ ba phần tiền truyện của Star Wars kết thúc với Star Wars: Episode III - Revenge of the Sith (2005), sau đó Portman đóng rất nhiều vai diễn. Cô đóng vai Evey Hammond trong phim V for Vendetta (2006), Anne Boleyn trong The Other Boleyn Girl (2008), và một nữ diễn viên ballet trong bộ phim kinh dị tâm lý Black Swan (2010), cô giành giải Oscar cho nữ diễn viên xuất sắc nhất cho vai diễn này. Portman tiếp tục tham gia bộ phim hài lãng mạn No Strings Attached (2011) và có vai Jane Foster trong phim Thor (2011) và Thor: The Dark World (2013). Với vai diễn Jacqueline Kennedy trong bộ phim tiểu sử Jackie (2016), Portman đã nhận được đề cử Oscar thứ ba. Portman là tiếng nói về chính trị của Mỹ và Israel, và là một người ủng hộ quyền động vật và bảo vệ môi trường. Cô kết hôn với vũ công Benjamin Millepied, người mà cô có hai đứa con.

## Tuổi thơ
Natalie Portman tên khai sinh là Natalie Hershlag (tiếng Hebrew: נטלי הרשלג) sinh tại Jerusalem, Israel. Cha cô, Avner Hershlag, là một bác sĩ Israel chuyên về lĩnh vực sinh sản (sinh sản nội tiết học). Mẹ cô, Shelley Stevens, là một nội trợ người Mỹ, nay làm trợ lý cho cô. Tổ tiên cô là người Do Thái từ Áo và Nga và ông cha cô đã di cư đến Israel từ Ba Lan và România. Cụ cố của cô qua đời tại Auschwitz và cụ bà người România là một gián điệp cho Anh trong Thế chiến II.
Cha mẹ cô gặp nhau tại một trung tâm sinh viên Do Thái tại Đại học bang Ohio, nơi mẹ cô bán vé. Cha cô trở về Israel, và hai người trao đổi thư từ và đã lập gia đình khi mẹ cô viếng thăm Israel một vài năm sau đó. Năm 1984, khi Portman đã được ba tuổi, gia đình chuyển đến Mỹ, nơi cha cô được đào tạo y tế. Gia đình cô đầu tiên sống ở Washington, DC, nơi Portman đã học tại Charles E. Smith Jewish Day School, nhưng di dời đến Connecticut năm 1988, và sau đó định cư vĩnh viễn tại Long Island, New York, vào năm 1990. Portman đã nói rằng mặc dù cô "thực sự yêu nước Mỹ... trái tim của tôi ở Jerusalem. Đó là nơi mà tôi cảm thấy như ở nhà..". Cô là con một và rất gần gũi với cha mẹ mình, người thường xem với cô ấy lúc phim của cô chiếu ra mắt.

## Học vấn
Mặc dù cô nói gia đình cô không theo tôn giáo, Portman đã học một trường tiểu học Do Thái, Solomon Schechter Day School của Glen Cove, New York. Cô đã tốt nghiệp từ một trường trung học công lập, Syosset High School. Portman bỏ qua lễ ra mắt của Star Wars: Episode I vì vậy cô có thể học tập cho kỳ thi cuối cùng tốt nghiệp trung học.
Tháng Sáu 2003, Portman tốt nghiệp Đại học Harvard với bằng cử nhân về tâm lý học. Tại Harvard, Portman là trợ lý nghiên cứu của Alan Dershowitz (Ông đã cảm ơn cô trong cuốn sách The Case for Israel của mình) tại một phòng thí nghiệm tâm lý học. Trong khi theo học Đại học Harvard, cô ở Lowell House và đã viết một lá thư đến Crimson Harvard để phản đối một tiểu luận chống Israel.
Portman đã tốt nghiệp các khóa học tại Đại học Hebrew của Jerusalem vào mùa xuân năm 2004. Trong tháng 3 năm 2006, cô xuất hiện như là một giảng viên thỉnh giảng tại một khóa học tại Đại học Columbia về chủ nghĩa khủng bố và chủ nghĩa chống khủng bố, nơi cô nói về bộ phim của cô V for Vendetta.
Ngoài việc thành thạo tiếng Do Thái và tiếng Anh, Portman còn học tiếng Pháp, tiếng Nhật, Tiếng Đức và tiếng Ả Rập.
Khi là sinh viên, Portman là đồng tác giả hai tài liệu nghiên cứu được công bố trên các tạp chí khoa học. Bài viết năm 1998 khi cô là học sinh về "Một phương pháp đơn giản để chứng minh việc sản xuất enzyme của hiđrô từ đường" đã được đăng ở Intel Science Talent Search. Năm 2002, cô đã đóng góp cho một nghiên cứu về bộ nhớ được gọi là "Frontal Lobe Activation During Object Permanence" trong quá trình nghiên cứu về tâm lý học của mình tại Harvard.

## Sự nghiệp

### Ban đầu
Portman bắt đầu bài học khiêu vũ khi cô 4 tuổi và cô biểu diễn ở đoàn kịch địa phương. 10 tuổi, một chuyên viên hãng Revlon mời cô trở thành một người mẫu trẻ em, nhưng cô từ chối, để tập trung vào diễn xuất. Trong một cuộc phỏng vấn tạp chí, Portman nói rằng: 'tôi khác với những đứa trẻ khác. Tôi có nhiều tham vọng, tôi biết những gì tôi thích và những gì tôi muốn, và tôi đã làm việc rất chăm chỉ. Tôi là một cô bé rất nghiêm túc." Portman đã dành ngày nghỉ học của mình tham dự hội trại của nhà hát. Khi cô được mười tuổi, cô thử giọng cho Ruthless, một vở kịch về một cô gái đang chuẩn bị để giết người để có được vai chính trong một vở kịch của trường.Và cô được chọn là diễn viên dự bị cho Laura Bell Bundy.Năm 1994, cô đóng vai một đứa trẻ kết bạn với một người sát thủ trung tuổi lạnh lùng trong bộ phim của Luc Besson Léon (tên khác The Professional).Sau đó, cô đã lấy tên thời con gái của bà ngoại "Portman" làm nghệ danh của mình, vì mục đích riêng tư.Trong bìa đĩa bộ phim trên DVD, tên cô được ghi là Natalie Hershlag. Léon ra mắt ngày 18 Tháng 11 năm 1994, đánh dấu bộ phim đầu tay của cô ở tuổi 13. Cùng năm đó cô xuất hiện trong bộ phim ngắn Developing, được phát sóng trên truyền hình.

### 1995-1999
Trong giữa thập niên 1990, Portman đã có vai diễn trong phim Heat, Everyone Says I Love You, và Mars Attacks!, Cũng như vai chính trong Beautiful Girls. Cô cũng là lựa chọn đầu tiên để đóng Juliet trong phim Romeo và Juliet từ vở kịch của William Shakespeare, nhưng người sản xuất cảm thấy tuổi của cô đã không phù hợp. Năm 1997, Portman đóng vai Anne Frank trong một vở kịch của sân khấu Broadway Nhật ký Anne Frank. Cô ban đầu chối vai chính trong phim Anywhere but Here sau khi biết nó sẽ liên quan đến một cảnh sex, nhưng đạo diễn Wayne Wang, nữ diễn viên Susan Sarandon yêu cầu viết lại kịch bản; Portman đọc kịch bản mới, và tham gia dự án. Bộ phim ra mắt vào cuối năm 1999, và cô đã nhận được một đề cử Quả cầu vàng cho nữ diễn viên phụ xuất sắc nhất cho vai Ann August. Nhà phê bình Mary Elizabeth Williams của Salon Portman gọi cô là "đáng kinh ngạc" và nói rằng "cô không giống bất kì nữ diễn viên nào ở tuổi của cô, cô ấy không quá ủy mị cũng không quá can đảm ". Vào cuối những năm 90, Portman được vai Padme Amidala trong bộ ba Star Wars. Phần đầu tiên, Star Wars I: The Phantom Menace, phát hành vào đầu năm 1999. Sau đó cô đồng ý để đóng vai chính, một bà mẹ trẻ trong Where the Heart Is.

### 2000-2005
Sau khi quay phim Where the Heart Is, Portman vào ký túc xá của Đại học Harvard để theo đuổi văn bằng cử nhân về tâm lý học.Cô nói trong một cuộc phỏng vấn năm 1999 rằng, ngoại trừ tham gia đóng 3 phần Star Wars, cô sẽ không đóng phim trong bốn năm tới để tập trung vào việc học tập. Trong thời gian nghỉ hè, từ tháng sáu-tháng chín năm 2000, Portman quay phim Star Wars II: Attack of the Clone tại Sydney. Trong tháng 7 năm 2001, Portman mở nhà hát New York City's Public Theater công diễn vở The Seagull của Chekov, đạo diễn bởi Mike Nichols,đóng vai Nina cùng với Meryl Streep, Kevin Kline, và Philip Seymour Hoffman. Vở kịch diễn tại Sân khấu Delacorte tại Central Park.Cùng năm đó, cô là một trong những nhân vật nổi tiếng đã xuất hiện trong phim hài Zoolander. Portman cũng đóng một vai nhỏ trong bộ phim Cold Mountain cùng với Jude Law và Nicole Kidman.
Năm 2004, Portman đã xuất hiện trong các phim độc lập Garden State và Closer.Garden State được chiếu chính thức tại Liên hoan phim Sundance, và chiến thắng giải Best First Feature tại Giải Independent Spirit Awards. Vai diễn Alice trong Closer giúp Portman giành chiến thắng giải nữ diễn viên phụ xuất sắc tại giải Quả cầu vàng cũng như một đề cử nữ diễn viên phụ xuất sắc tại giải Oscar.
Phần phim Star Wars tiền truyện cuối cùng, Star Wars III: Revenge of the Sith được phát hành vào ngày 19 tháng 5 năm 2005. Bộ phim là phim đạt doanh thu cao nhất nước Mĩ trong năm, và được bình chọn Favorite Motion Picture tại People's Choice Awards. Cũng trong năm 2005, Portman quay Free Zone . Đạo diễn Miloš Forman của phim Goya's Ghosts đã không xem bất kì phim nào của cô, nhưng nghĩ rằng cô ấy trông giống như một bức tranh của Goya do đó ông đã yêu cầu được gặp cô. Sau đó cô tham gia phim này.

### 2006-nay
Portman đã xuất hiện trên Saturday Night Live vào ngày 4 tháng 3 năm 2006, dẫn show với khách mời âm nhạc Fall Out Boy và khách mời đặc biệt ngôi sao Dennis Haysbert. Cô miêu tả mình như là một rapper gangster tức giận (với Andy Samberg) trong một cuộc phỏng vấn với Chris Parnell, nói rằng tại Đại học Harvard,cô hút cocain. Bài hát, có tiêu đề "Rap của Natalie", được phát hành - cùng với phác thảo khác từ show - trong năm 2009 trên Incredibad, một album của Lonely Island. Trong ký họa khác, cô đã miêu tả một học sinh tên Rebecca Hershlag (tên thực sự của mình), đóng vai một chuyên gia về khả năng sinh sản (nghề của bố cô).
V for Vendetta phát hành vào đầu năm 2006. Portman vai Evey Hammond, một phụ nữ trẻ, người được cứu thoát khỏi nhóm cảnh sát mật bởi nhân vật chính, V. Portman làm việc với một huấn luyện viên giọng nói cho vai này, học tập để nói chuyện với một giọng tiếng Anh, và đã cạo đầu cho vai diễn.
Portman đã nhận xét về sự liên quan chính trị trong V for Vendetta, và nói rằng nhân vật của mình, những người ngầm tham gia chống chính phủ, là "thường là xấu và làm những điều mà bạn không thích" và rằng "là một người từ Israel là một lý do tôi muốn đóng vai này vì khủng bố và bạo lực như vậy là một phần của cuộc sống hàng ngày của tôi từ khi tôi ít tuổi. " Cô cho biết bộ phim "không tuyên ngôn rõ ràng tốt hay xấu.Phim tôn trọng khán giả, đủ để bạn đưa ra ý kiến riêng của mình". Cả Goya's Ghosts và Free Zone phát hành giới hạn trong năm 2006. Portman đóng vai chính trong bộ phim của trẻ em Magorium's Wonder Emporium, bắt đầu quay phim trong tháng 4 năm 2006 và được phát hành vào tháng 11 năm 2007; cô ấy đã nói rằng cô "rất vui được làm một bộ phim trẻ em" Cuối năm 2006, Portman quay The Other Boleyn Girl (phát hành năm 2008), một phim lịch sử, trong đó cô đóng vai Anne Boleyn;cùng với Eric Bana và Scarlett Johansson là các vai chính trong phim. Cô cũng được xếp là một trong những phụ nữ nóng bỏng nhất của phim ảnh và truyền hình của tạp chí Blender.
Năm 2006, cô đóng bộ phim My Blueberry Nights của Wong Kar-wai. Cô giành được sự ca ngợi cho vai tay cờ bạc Leslie. Portman lồng tiếng Darcy, bạn gái của Bart Simpson trong tập " Little Big Girl "của mùa 18 của sê ri phim hoạt hình The Simpsons. Cô cũng xuất hiện trong video "Dance Tonight" của Paul McCartney năm 2007 trong album Memory Almost Full, đạo diễn clip là Michel Gondry. Portman cùng đóng vai chính trong phim ngắn Hotel Chevalier, trong đó cô thực hiện cảnh khỏa thân đầu tiên của cô. Cô được lên kế hoạch để đóng cùng ngôi sao Tobey Maguire và Jake Gyllenhaal trong bộ phim Brothers, phim làm lại của bộ phim 2004 của Đan Mạch cùng tên. Vào tháng 5 năm 2008, Portman là thành viên trẻ nhất của ban giám khảo Liên hoan phim Cannes lần thứ 61.
Portman đóng vai một nữ diễn viên ballet trẻ trong bộ phim năm 2010 của Darren Aronofsky, Black Swan. Nhà phê bình Kurt Loder đã viết: "Portman đã có một trong những vai diễn ấn tượng nhất sự nghiệp." Để chuẩn bị cho bộ phim, cô đã trải qua 5 đến 8 giờ luyện tập khiêu vũ mỗi ngày trong sáu tháng và giảm 9 kg. Năm 2011, cô giành được giải Quả cầu vàng, Giải Oscar cho Nữ diễn viên xuất sắc nhất và Giải thưởng Diễn viên màn ảnh cho màn trình diễn xuất sắc trong phim này. Sau chiến thắng Oscar của Portman, cuộc tranh cãi nảy sinh từ những người thực hiện phần lớn các điệu nhảy trên màn ảnh ở Black Swan. Sarah Lane, một trong những người nhảy thế cho Portman trong phim, nói rằng Portman chỉ thực hiện khoảng 5% các cảnh khiêu vũ ballet, thêm vào đó các nhà sản xuất phim yêu cầu cô không được công khai nói về nó trong mùa Oscar. Đạo diễn Aronofsky bảo vệ Portman bằng cách đưa ra một tuyên bố nhấn mạnh rằng Portman đã thực hiện 80 phần trăm của màn múa trên màn ảnh trong phim. Portman được đào tạo bởi nữ diễn viên ballet chuyên nghiệp Mary Helen Bowers cho vai diễn của cô trong bộ phim và sau đó viết lời tựa cho cuốn sách của Bowers, Ballet Beautiful.
Portman đồng đóng vai chính trong bộ phim năm 2011 No Strings Attached, cùng với Ashton Kutcher. Cô cũng là một nhà sản xuất của bộ phim. Sau đó, cô đóng vai chính trong Your Highness, cùng với James Franco và Danny McBride và đóng vai Jane Foster trong bộ phim siêu anh hùng của Kenneth Branagh, Thor và lặp lại vai diễn trong Thor: The Dark World. Trong năm 2010, Portman bỏ vai chính Elizabeth Bennet trong bộ phim Pride and Prejudice và Zombies, nhưng đóng vai trò là nhà sản xuất của bộ phim, được phát hành vào năm 2016.
Vào năm 2010, Portman đã ký hợp đồng với Dior và xuất hiện trong một số chiến dịch quảng cáo của hãng. Vào tháng 10 năm 2012, Cơ quan Tiêu chuẩn Quảng cáo của Anh đã cấm quảng cáo Dior có đặc trưng là Portman mặc trang phục Dior mascara sau khi có khiếu nại từ đối thủ cạnh tranh của Dior, L'Oreal. ASA đã phán quyết rằng các bức ảnh của Portman "đã phóng đại những tác động có thể xảy ra của sản phẩm". Vào tháng 2 năm 2012, Portman đã ký hợp đồng với hai dự án Terrence Malick, Knight of Cups và Song to Song, cả hai dự kiến ban đầu sẽ được phát hành trong vòng hai năm. Vào tháng 4 năm 2012, Portman đóng vai chính trong video âm nhạc của Paul McCartney, "My Valentine", cùng với Johnny Depp. Portman cũng đóng vai chính trong bộ phim cao bồi Jane Got a Gun. Vào tháng 7 năm 2013, Portman thông báo rằng cô đã chọn kịch bản chuyển thể từ tự truyện của tác giả Amos Oz, A Tale of Love and Darkness cho bộ phim đầu tay làm đạo diễn. Portman cũng đóng vai chính trong bộ phim và là đồng tác giả kịch bản. A Tale of Love and Darkness được chiếu tại Liên hoan phim Cannes 2015.
Năm 2016, Portman đóng vai chính trong phim Jackie của đạo diễn Pablo Larrain, một bộ phim tiểu sử về phu nhân tổng thống thập kỉ 60 Jacqueline Kennedy, sau cái chết của chồng bà, Tổng thống John F. Kennedy. Vai diễn đã mang lại cho cô một giải thưởng SAG ngoài các đề cử cho giải Oscar, Giải Quả Cầu Vàng và Giải BAFTA cho Nữ diễn viên xuất sắc nhất.
Năm 2018, Portman đóng vai chính trong bộ phim kinh dị khoa học viễn tưởng Annihilation, trong vai một nhà sinh học và là cựu chiến binh.

## Đời tư
Portman là người ăn chay kể từ thời thơ ấu và là một người vận động cho quyền động vật. Cô không ăn sản phẩm từ động vật hoặc mặc áo lông thú, lông, hoặc da động vật. "Tất cả các đôi giày của tôi là từ hãng Target và Stella McCartney", cô nói. Cô sẽ xuất hiện bên cạnh nữ diễn viên Elissa Sursara ở PSA PETA để hỗ trợ chiến dịch chống mặc áo lông thú tại một số điểm trong cả năm 2009. Trong năm 2007, Natalie Portman đi du lịch đến Rwanda với Jack Hanna, để làm một bộ phim tài liệu có tiêu đề Gorillas on the Brink. Sau đó, tại một buổi lễ đặt tên, Portman đặt tên một gorilla con là Gukina Trong năm 2007,cô tung ra thương hiệu của mình về giày dép của người ăn chay. Portman tìm hiểu của những nguyên nhân ô nhiễm môi trường kể từ thời thơ ấu, khi cô tham gia vào một bài hát về môi trường và đoàn kịch múa World Patrol Kids.Cô cũng là thành viên của phong trào Voice One.
Portman đã tham gia vào chiến dịch tranh cử tổng thống năm 2004 của ứng cử viên Dân chủ John Kerry và đã hỗ trợ các hoạt động chống đói nghèo. Trong năm 2004 và 2005, cô đã đi du lịch đến Uganda, Guatemala, và Ecuador, là Đại sứ của Hope for Finca International, một tổ chức khuyến khích cho vay để giúp doanh nghiệp của phụ nữ về tài chính ở các nước nghèo.Trong một cuộc phỏng vấn thực hiện ở hậu trường các buổi hòa nhạc Live 8 tại Philadelphia và xuất hiện trên chương trình Foreign Exchange with Fareed Zakaria, cô đã thảo luận về tài chính vi mô. Trong chương trình Voices ra ngày 29 tháng 4 năm 2007, Portman thảo luận về công việc của mình với Finca và làm thế nào nó có thể có lợi phụ nữ và trẻ em ở các nước thế giới thứ ba . Trong mùa thu năm 2007, Portman viếng thăm một số trường đại học, trong đó có Harvard, UCLA, UC Berkeley, Stanford, Princeton, Đại học New York, và Columbia, để truyền cảm hứng cho sinh viên về sức mạnh của tài chính vi mô và để khuyến khích họ gia nhập Village Banking Campaign để giúp đỡ các gia đình và cộng đồng thoát ra khỏi đói nghèo.
Nói về thế giới bên kia, cô nhận xét: "Tôi không tin vào nó, và tôi tin rằng đó là cách tốt nhất để sống..". Cô đã nói rằng cô thấy nhiều người Do Thái ở Israel và rằng cô muốn con theo tôn giáo của người Do Thái.Trong cuộc bầu cử sơ bộ Đảng Dân chủ 2008, Portman ủng hộ Thượng nghị sĩ Hillary Clinton cho chức tổng thống, nhưng nói rằng cô ấy cũng thích Obama."Tôi thậm chí ủng hộ cả John McCain." Cô sau đó vận động tranh cử cho Obama trong cuộc tổng tuyển cử.
Trong số tháng 5 năm 2002 của Vogue, Portman gọi diễn viên / nhạc sĩ Lukas Haas và nhạc sĩ Moby là bạn thân của mình. Sau khi là diễn viên chính trong đoạn video cho ca khúc "Carmensita", cô đã bắt đầu một mối quan hệ với ca sĩ nhạc dân gian người Venezuela Devendra Banhart.Mối quan hệ này kết thúc vào tháng 9 năm 2008.
Portman bắt đầu hẹn hò với vũ công ballet người Pháp Benjamin Millepied vào năm 2009. Cặp đôi này gặp nhau trong khi cô đóng phim Black Swan, anh tham gia với vai trò biên đạo múa. Vào tháng 12 năm 2010, Portman tuyên bố đính hôn và xác nhận mang thai. Portman và Millepied kết hôn trong một buổi lễ Do Thái tại Big Sur, California vào ngày 4 tháng 8 năm 2012. Họ có hai con: con trai Aleph (sinh tháng 6 năm 2011) [138] và con gái Amalia (sinh tháng 2 năm 2017). Vào tháng 1 năm 2013, Paris Opera Ballet đã thông báo rằng Millepied đã chấp nhận vai trò đạo diễn của đoàn, bắt đầu từ tháng 9 năm 2014. Cặp đôi này sau đó đã công bố kế hoạch di dời đến Paris. Portman nói rằng cô muốn trở thành một công dân Pháp. Năm 2016, gia đình trở về Los Angeles từ Paris.

## Phim đã tham gia
| Năm  | Tên phim                                   | Vai diễn                      | Ghi chú                                                                              |
| ---- | ------------------------------------------ | ----------------------------- | ------------------------------------------------------------------------------------ |
| 1994 | Léon (aka The Professional)                | Mathilda                      |                                                                                      |
| 1995 | Heat                                       | Lauren Gustafson              |                                                                                      |
| 1996 | Beautiful Girls                            | Marty                         |                                                                                      |
| 1996 | Mars Attacks!                              | Taffy Dale                    |                                                                                      |
| 1996 | Everyone Says I Love You                   | Laura Dandridge               |                                                                                      |
| 1999 | Star Wars Episode I: The Phantom Menace    | Padmé Amidala                 |                                                                                      |
| 1999 | Anywhere But Here                          | Ann August                    |                                                                                      |
| 2000 | Where the Heart Is                         | Novalee Nation                |                                                                                      |
| 2001 | Zoolander                                  | Chính mình                    |                                                                                      |
| 2002 | Star Wars Episode II: Attack of the Clones | Padmé Amidala                 |                                                                                      |
| 2003 | Cold Mountain                              | Sara                          |                                                                                      |
| 2004 | Garden State                               | Samantha                      |                                                                                      |
| 2004 | Closer                                     | Alice Ayres / Jane Jones      | Với Closer, cô nhận giải Quả Cầu Vàng, và được đề cử giải Oscar cũng như giải BAFTA. |
| 2005 | Star Wars Episode III: Revenge of the Sith | Padmé Amidala                 |                                                                                      |
| 2005 | Free Zone                                  | Rebecca                       | chỉ lưu hành ở Mỹ                                                                    |
| 2006 | V for Vendetta                             | Evey Hammond                  |                                                                                      |
| 2006 | Paris, je t'aime                           | Francine                      |                                                                                      |
| 2006 | Goya's Ghosts                              | Ines/Alicia                   |                                                                                      |
| 2007 | My Blueberry Nights                        | Leslie                        |                                                                                      |
| 2007 | The Darjeeling Limited                     | Bạn gái cũ của Jack           |                                                                                      |
| 2007 | Hotel Chevalier                            | Bạn gái cũ của Jack           | Đoạn phim ngắn 13 phút là một phần của phim The Darjeeling Limited                   |
| 2007 | Mr. Magorium's Wonder Emporium             | Molly Mahoney                 |                                                                                      |
| 2008 | The Other Boleyn Girl                      | Anne Boleyn                   |                                                                                      |
| 2009 | New York, I Love You                       | Rifka                         | Phát hành ngày 16/10/2009                                                            |
| 2009 | Brothers                                   | Grace Cahill                  |                                                                                      |
| 2009 | 17 Photos of Isabel                        | Emilia Greenleaf              |                                                                                      |
| 2010 | Hesher                                     | Nicole                        |                                                                                      |
| 2010 | Thiên nga đen                              | Nina Sayers                   | Đạt giải Nữ diễn viên chính xuất sắc nhất tại Oscar                                  |
| 2011 | Yêu không ràng buộc                        | Emma Kurtzman                 | Công chiếu tại Hoa Kỳ 21/1/2011, tại Việt Nam 11/2/2011                              |
| 2011 | Your Highness                              | Isabel                        | Công chiếu 8/4/2011                                                                  |
| 2011 | Thor                                       | Jane Foster                   | Công chiếu 21/4/2011 (Úc)                                                            |
| 2013 | Thor: The Dark World                       | Jane Foster                   |                                                                                      |
| 2015 | The Seventh Fire                           |                               | Nhà sản xuất                                                                         |
| 2015 | The Heyday of the Insensitive Bastards     | Laura                         |                                                                                      |
| 2015 | A Tale of Love and Darkness                | Fania Oz                      | Đạo diễn và tác giả kịch bản                                                         |
| 2015 | Jane Got a Gun                             | Jane Hammond                  | Nhà sản xuất                                                                         |
| 2016 | Pride and Prejudice and Zombies            |                               | Nhà sản xuất                                                                         |
| 2016 | Jackie                                     | Jacqueline Kennedy            | Đề cử cho giải Oscar, Giải Quả Cầu Vàng và Giải BAFTA cho Nữ diễn viên xuất sắc nhất |
| 2016 | Planetarium                                | Laura Barlow                  |                                                                                      |
| 2017 | Song to Song                               | Rhonda                        |                                                                                      |
| 2018 | Annihilation                               | Lena, the Biologist           |                                                                                      |
| 2018 | Vox Lux                                    | Celeste                       |                                                                                      |
| 2018 | The Death and Life of John F. Donovan      | Sam Turner                    |                                                                                      |
| 2019 | Avengers: Endgame                          | Jane Foster                   | Lấy cảnh từ Thor: The Dark World và giọng nói mới                                    |
| 2019 | Lucy in the Sky                            | Lucy Cola                     |                                                                                      |
| 2020 | Dolphin Reef                               | Người tường thuật (giọng nói) | Phim tài liệu                                                                        |
| 2022 | Thor: Love and Thunder                     | Jane Foster / Mighty Thor     | Post-production                                                                      |

## Diễn kịch
| Năm  | Tên vở kịch             | Vai diễn   |
| ---- | ----------------------- | ---------- |
| 1994 | Ruthless!!              |            |
| 1997 | The Diary of Anne Frank | Anne Frank |
| 2001 | The Seagull             | Nina       |

## Giải thưởng

### Đoạt giải
- 2002 - Teen Choice Awards, diễn viên chính xuất sắc nhất thể loại phiêu lưu, hành động: Star Wars Episode II: Attack of the Clones
- 2004 - Giải NBRMP cho toàn bộ vai diễn xuất sắc nhất: Closer (phim) trong vai Alice Ayres, giải nhận chung với Jude Law, Clive Owen, và Julia Roberts
- 2004 - Giải SDFCS cho nữ diễn viên phụ xuất sắc nhất: Closer.
- 2005 - Giải Quả cầu vàng cho nữ diễn viên điện ảnh phụ xuất sắc nhất: Closer
- 2006 - Giải Sao Thổ cho nữ diễn viên chính xuất sắc nhất: vai Evey Hammond trong V for Vendetta
- 2010 - Giải của Hội phê bình phim Boston cho nữ diễn viên chính xuất sắc nhất: vai Nina Sayers trong Thiên nga đen
- 2010 - New York Film Critics Online Awards 2010: vai Nina Sayers trong Thiên nga đen
- 2010 - Giải của Hội phê bình phim online cho nữ diễn viên chính xuất sắc nhất: vai Nina Sayers trong Thiên nga đen
- 2010 - Giải BFCA cho nữ diễn viên chính xuất sắc nhất: vai Nina Sayers trong Thiên nga đen
- 2010 - Giải Quả cầu vàng cho nữ diễn viên phim chính kịch xuất sắc nhất: vai Nina Sayers trong Thiên nga đen
- 2010 - Giải SAG cho nữ diễn viên chính xuất sắc nhất: vai Nina Sayers trong Thiên nga đen
- 2010 - Giải BAFTA cho nữ diễn viên chính xuất sắc nhất: vai Nina Sayers trong Thiên nga đen
- 2010 - Giải Oscar cho nữ diễn viên chính xuất sắc nhất: vai Nina Sayers trong Thiên nga đen

### Đề cử
- 2000 - Golden Globe Awards, Diễn viên phụ xuất sắc nhất thể loại phim điện ảnh: Anywhere but Here
- 2000 - Teen Choice Awards, Diễn viên chính xuất sắc nhất: Where the Heart Is
- 2000 - Saturn Awards, Diễn viên trẻ xuất sắc nhất: Star Wars Episode I: The Phantom Menace
- 2003 - Saturn Awards, Diễn viên chính xuất sắc nhất: Star Wars Episode II: Attack of the Clones
- 2005 - Academy Awards, Diễn viên phụ xuất sắc nhất: Closer
- 2005 - BAFTA Awards, Diễn viên phụ xuất sắc nhất: Closer
- 2005 - Satellite Awards, Diễn viên phụ xuất sắc nhất: Closer
- 2005 - Teen Choice Awards, Diễn viên chính xuất sắc nhất: Closer, Garden State; Diễn viên chính xuất sắc nhất: thể loại hành động phiêu lưu: Star Wars Episode III: Revenge of the Sith; Choice Movie Liar, Garden State; Choice Movie Liplock: Garden State; Cảnh yêu hay nhất: Garden State
- 2005 - MTV Movie Awards, Diễn viên nữ xuất sắc nhất: Star Wars Episode II: Attack of the Clones; Nụ hôn đẹp nhất: Garden State
- 2005 - Broadcast Film Critics Association Awards, Diễn viên phụ xuất sắc nhất: Closer; Dàn diễn viên xuất sắc nhất: Closer
- 2006 - Teen Choice Awards, Diễn viên xuất sắc nhất: thể loại hành động phiêu lưu: V for Vendetta
- 2007 - Saturn Awards, Diễn viên xuất sắc nhất: Star Wars Episode III: Revenge of the Sith